# Liga Femenina 2 de baloncesto 2015-16
La Liga Femenina 2 de baloncesto 2015-16 fue la 15.ª temporada de la segunda máxima competición de clubes femeninos de baloncesto en España, organizada por la Federación Española de Baloncesto.

## Formato
- Liga regular: tras tres temporadas se volvió a contar con 28 equipos, divididos en dos grupos de catorce equipos cada uno. En cada grupo jugaron todos contra todos en partidos de ida/vuelta en 26 jornadas.
- Fase final: los cuatro primeros de ambos grupos disputaron en una misma sede la fase de ascenso a Liga Femenina, se dividieron en dos grupos de cuatro equipos, dos del grupo A y 2 del grupo B según el orden de clasificación. Los dos mejores de cada grupo pasaron a las semifinales. El ganador de cada una de ellas ascendió deportivamente a Liga Femenina.[1]
- Los dos últimos clasificados en la liga regular en cada grupo descendieron a Primera División Femenina.

## Equipos por comunidad autónoma

### Grupo A
| Comunidad autónoma | N.º | Equipos |
| ------------------ | --- | --- |
| Aragón             | 1   | Azulejos Moncayo BFA (Zaragoza)                                                                                     |
| Asturias           | 2   | ADBA (Avilés) Universidad de Oviedo (Oviedo)                                                                        |
| Castilla y León    | 1   | León Cuna del Parlamentarismo (León)                                                                                |
| Canarias           | 2   | CB Adareva (San Cristóbal de La Laguna) Ciudad de los Adelantados (San Cristóbal de La Laguna)                      |
| Extremadura        | 2   | CB Al-Qázeres Extremadura (Cáceres) Badajoz Basket Femenino (Badajoz)                                               |
| Galicia            | 4   | RC Celta Zorka (Vigo) Durán Maquinaria Ensino (Lugo) Kemegal Cortegada (Villagarcía de Arosa) CB Arxil (Pontevedra) |
| País Vasco         | 2   | Gdko Ibaizabal (Galdácano) Lacturale Araski (Vitoria)                                                               |

### Grupo B
| Comunidad autónoma   | N.º | Equipos |
| -------------------- | --- | --- |
| Andalucía            | 1   | Syngenta CB Almería (Almería) |
| Cataluña             | 3   | Snatt's Femení Sant Adrià (San Adrián de Besós) Lima-Horta Barcelona (Barcelona) Segle XXI (Barcelona)                                                                                   |
| Comunidad de Madrid  | 6   | Rivas Promete (Rivas-Vaciamadrid) Grupo EM Leganés (Leganés) Fundal Alcobendas (Alcobendas) Plenilunio DO (Madrid) Olímpico 64 Colegio Santa Gema (Madrid) Movistar Estudiantes (Madrid) |
| Islas Baleares       | 2   | Instituto de Fertilidad Air Europa (El Arenal) CB Andratx (Andrach) |
| Comunidad Valenciana | 1   | Picken Claret (Valencia) |
| Región de Murcia     | 1   | UCAM Jairis (Alcantarilla) |

## Liga Regular

### Grupo A
| | Equipo                        | Puntos | J  | G  | P  | PF   | PC   | DP   |
| --- | ----------------------------- | ------ | -- | -- | -- | ---- | ---- | ---- |
| 1 | CB Al-Qázeres Extremadura     | 49     | 26 | 23 | 3  | 1951 | 1489 | 462  |
| 2 | Lacturale Araski              | 47     | 26 | 21 | 5  | 1789 | 1411 | 378  |
| 3 | Gdko Ibaizabal                | 46     | 26 | 20 | 6  | 1722 | 1590 | 132  |
| 4 | Ciudad de los Adelantados     | 44     | 26 | 18 | 8  | 1776 | 1617 | 159  |
| 5 | León Cuna del Parlamentarismo | 44     | 26 | 18 | 8  | 1798 | 1602 | 196  |
| 6 | CB Adareva                    | 41     | 26 | 15 | 11 | 1682 | 1626 | 56   |
| 7 | Durán Maquinaria Ensino       | 38     | 26 | 12 | 14 | 1765 | 1778 | -13  |
| 8 | Kemegal Cortegada             | 38     | 26 | 12 | 14 | 1645 | 1667 | -22  |
| 9 | RC Celta Zorka                | 38     | 26 | 12 | 14 | 1578 | 1615 | -37  |
| 10 | CB Arxil                      | 37     | 26 | 11 | 15 | 1647 | 1666 | -19  |
| 11 | Badajoz Basket Femenino       | 34     | 26 | 8  | 18 | 1499 | 1763 | -264 |
| 12 | Azulejos Moncayo BFA          | 31     | 26 | 5  | 21 | 1446 | 1637 | -191 |
| 13 | Universidad de Oviedo         | 31     | 26 | 5  | 21 | 1472 | 1891 | -419 |
| 14 | ADBA                          | 28     | 26 | 2  | 24 | 1456 | 1874 | -418 |
| Fuente: Federación Española de Baloncesto: Clasificación de la Liga Femenina 2 - Grupo A; actualización automática |                               |        |    |    |    |      |      |      |

### Grupo B
| | Equipo                             | Puntos | J  | G  | P  | PF   | PC   | DP   |
| --- | ---------------------------------- | ------ | -- | -- | -- | ---- | ---- | ---- |
| 1 | Fundal Alcobendas                  | 49     | 26 | 23 | 3  | 1892 | 1632 | 260  |
| 2 | Rivas Promete                      | 46     | 26 | 20 | 6  | 1738 | 1473 | 265  |
| 3 | Snatt's Femení Sant Adrià          | 45     | 26 | 19 | 7  | 1736 | 1497 | 239  |
| 4 | Grupo EM Leganés                   | 43     | 26 | 17 | 9  | 1890 | 1648 | 242  |
| 5 | UCAM Jairis                        | 41     | 26 | 15 | 11 | 1667 | 1642 | 25   |
| 6 | Plenilunio DO                      | 41     | 26 | 15 | 11 | 1719 | 1660 | 59   |
| 7 | Instituto de Fertilidad Air Europa | 39     | 26 | 13 | 13 | 1649 | 1632 | 17   |
| 8 | Movistar Estudiantes               | 39     | 26 | 13 | 13 | 1537 | 1600 | -63  |
| 9 | Picken Claret                      | 38     | 26 | 12 | 14 | 1539 | 1560 | -21  |
| 10 | Syngenta CB Almería                | 35     | 26 | 9  | 17 | 1527 | 1676 | -149 |
| 11 | Lima-Horta Barcelona               | 34     | 26 | 8  | 18 | 1593 | 1775 | -182 |
| 12 | Segle XXI                          | 33     | 26 | 7  | 19 | 1456 | 1698 | -242 |
| 13 | Olímpico 64 Colegio Santa Gema     | 33     | 26 | 7  | 19 | 1551 | 1696 | -145 |
| 14 | CB Andratx                         | 30     | 26 | 4  | 22 | 1589 | 1894 | -305 |
| Fuente: Federación Española de Baloncesto: Clasificación de la Liga Femenina 2 - Grupo B; actualización automática |                                    |        |    |    |    |      |      |      |

## Fase Final

### Grupo 1
| | Equipo                    | Puntos | J | G | P | PF  | PC  | DP  |
| --- | ------------------------- | ------ | - | - | - | --- | --- | --- |
| 1 | CB Al-Qázeres Extremadura | 5      | 3 | 2 | 1 | 190 | 165 | 25  |
| 2 | Snatt's Femení Sant Adrià | 5      | 3 | 2 | 1 | 181 | 167 | 14  |
| 3 | Rivas Promete             | 5      | 3 | 2 | 1 | 179 | 172 | 7   |
| 4 | Ciudad de los Adelantados | 3      | 3 | 0 | 0 | 161 | 207 | -46 |
| Fuente: Federación Española de Baloncesto: Clasificación de la Liga Femenina 2 - Final Grupo 1; actualización automática |                           |        |   |   |   |     |     |     |

### Grupo 2
| | Equipo            | Puntos | J | G | P | PF  | PC  | DP  |
| --- | ----------------- | ------ | - | - | - | --- | --- | --- |
| 1 | Lacturale Araski  | 5      | 3 | 2 | 1 | 197 | 183 | 14  |
| 2 | Fundal Alcobendas | 5      | 3 | 2 | 1 | 198 | 190 | 8   |
| 3 | Gdko Ibaizabal    | 4      | 3 | 1 | 2 | 187 | 201 | -14 |
| 4 | Grupo EM Leganés  | 4      | 3 | 1 | 2 | 192 | 200 | -8  |
| Fuente: Federación Española de Baloncesto: Clasificación de la Liga Femenina 2 - Final Grupo 2; actualización automática |                   |        |   |   |   |     |     |     |

### Partidos para el ascenso
| Equipo 1                  | Resultado | Equipo 2          |
| ------------------------- | --------- | ----------------- |
| CB Al-Qázeres Extremadura | 73-65     | Fundal Alcobendas |
| Snatt's Femení Sant Adrià | 56-75     | Lacturale Araski  |

## Postemporada
Ascendieron a Liga Femenina:
- Lacturale Araski (Campeonas).
- CB Al-Qázeres Extremadura (Subcampeonas).

Descendieron de Liga Femenina:
- Añares Rioja ISB.
- (  Spar Gran Canaria no descenció por la inadmisión del  CB Conquero Huelva Wagen en la Liga Femenina).[2]

Descendió a Primera División Fem:
- CB Andratx.
- (  Universidad de Oviedo,  Olímpico 64 Colegio Santa Gema y  ADBA también en posiciones de descenso, mantuvieron la categoría al ocupar vacantes).

Renunciaron a la Liga Femenina 2:
- UCAM Jairis.
- Syngenta CB Almería.
- Badajoz Basket Femenino.

Ascendieron desde Primera División Fem:
- Campus Promete B.
- Valencia BC.
- Linkia FP - Joventut Les Corts.
- Ponce Valladolid (al ocupar vacantes).
- Batalyaws Extremadura (al ocupar vacantes).
- (  CD Tear - Ramón y Cajal Granada renunció al ascenso).